# Korg

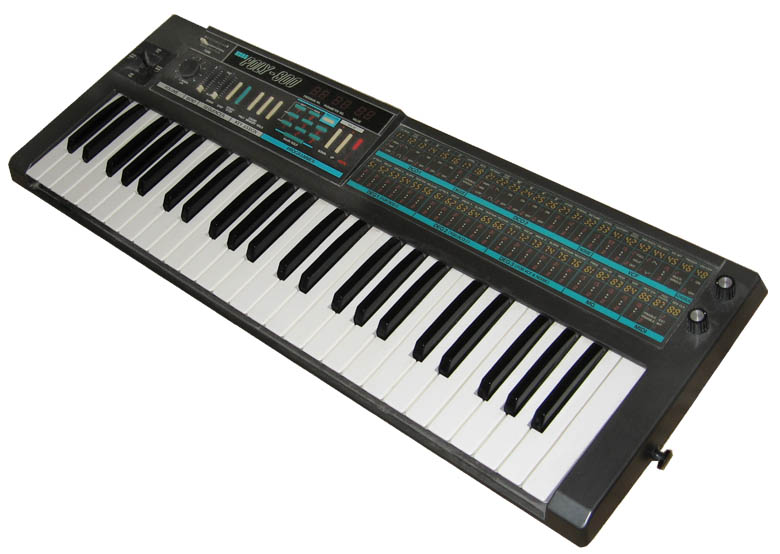
Korg Poly-800 Synthesizer

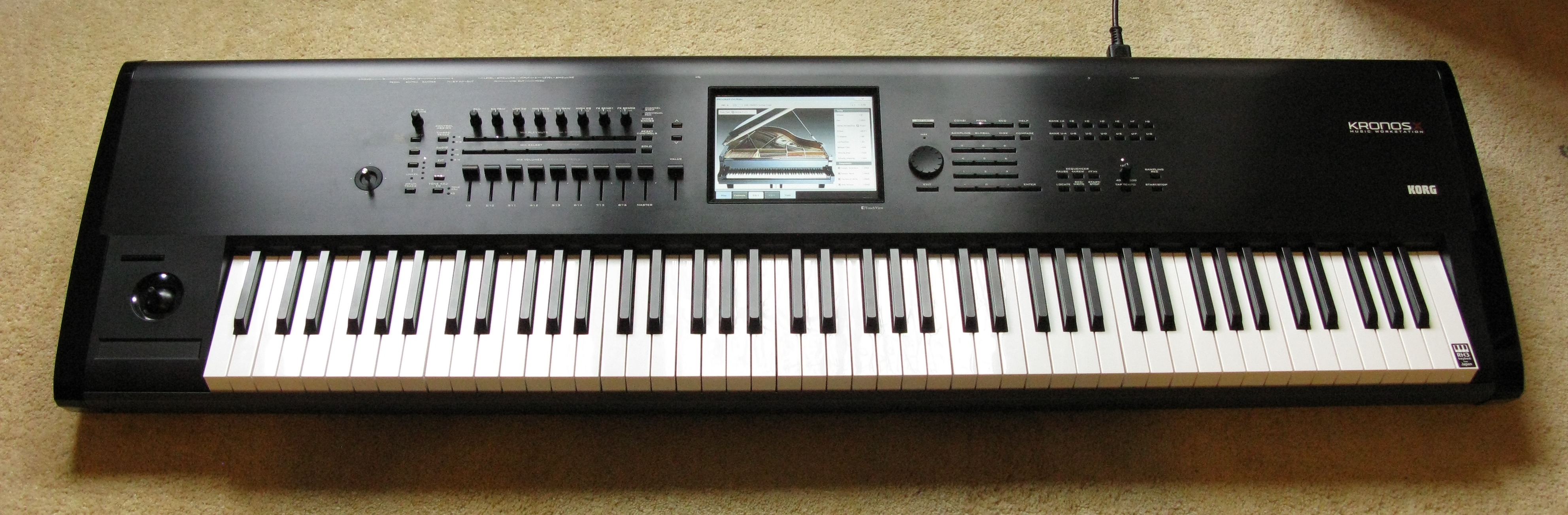
Korg Kronos X 88 Synthesizer

Korg (Eigenschreibweise KORG) ist ein Unternehmen, das elektronische Musikinstrumente und Musik-Zubehör herstellt.

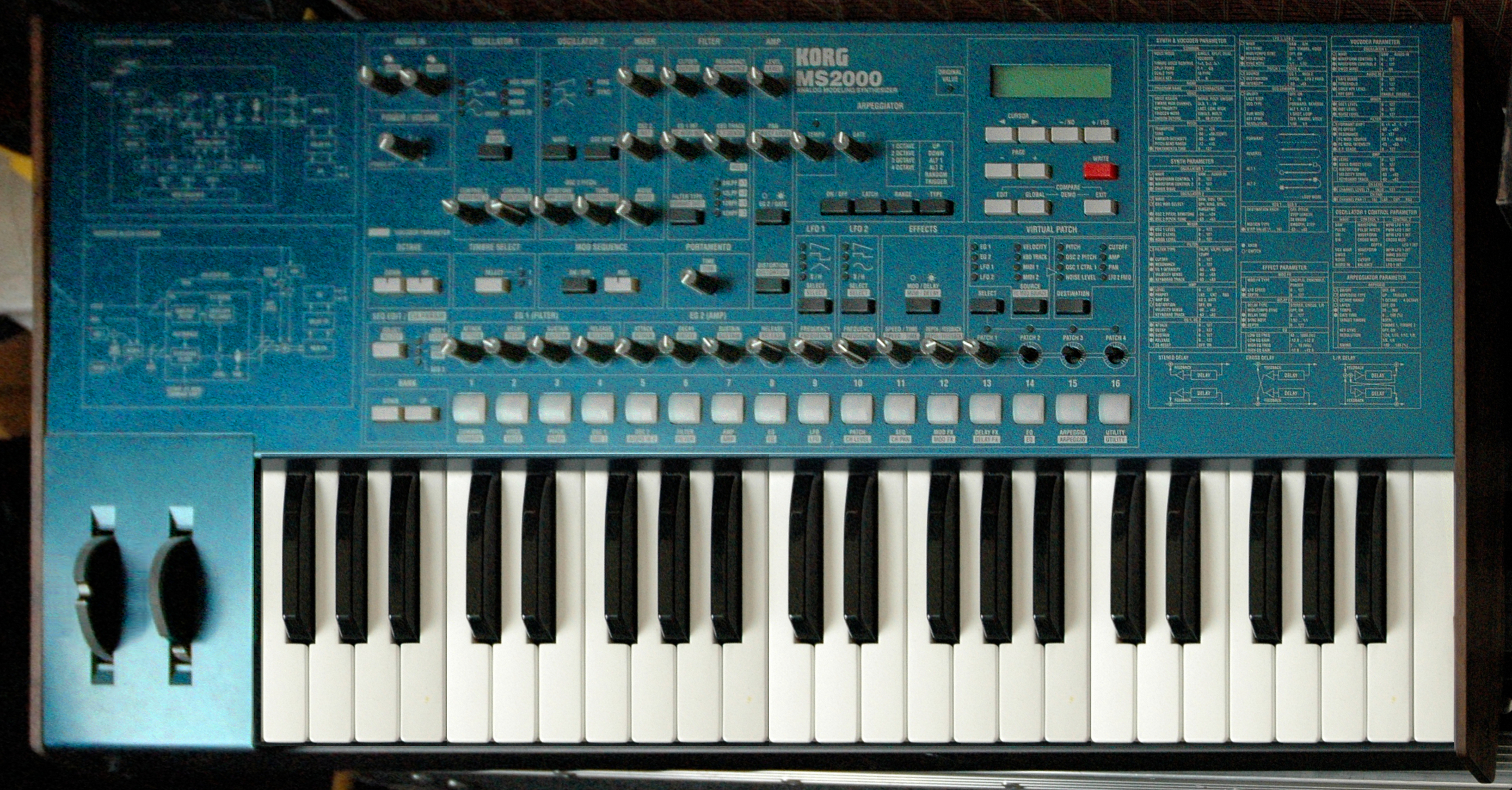
MS 2000 - Synthesizer

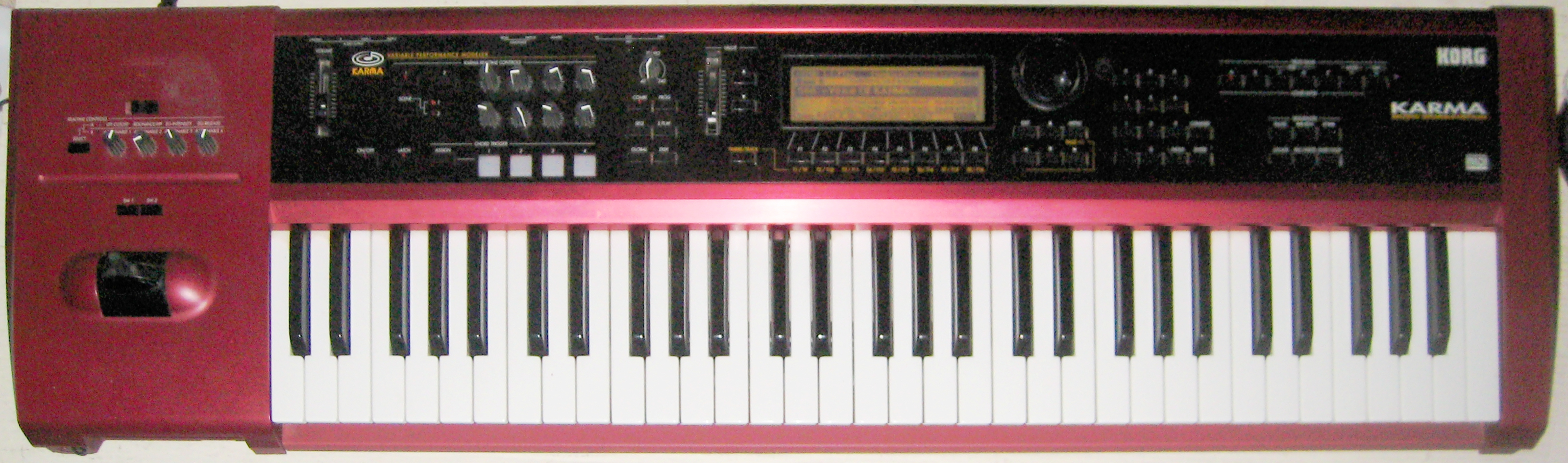
Korg - Karma

## Geschichte
Korg wurde 1962 in Japan von Tsutomu Kato und Tadashi Osanai zuerst als Keio Electronic Laboratories gegründet. Kato betrieb vor Gründung des Unternehmens einen Nachtclub. Osanai war Absolvent der Universität von Tokio und Akkordeon-Spieler. Er trat regelmäßig in Katos Club auf und verwendete zur Begleitung eine Wurlitzer-Rhythmusmaschine. Unzufrieden mit diesem Gerät, überzeugte er Kato, die Entwicklung eines besseren Gerätes zu finanzieren.
Im Jahr 1963 wurde das Unternehmen offiziell gegründet und am 10. Januar 1964 in das Handelsregister eingetragen.
Das erste Produkt des Unternehmens, ein elektromechanischer Rhythmuserzeuger mit Namen Disc Rotary Electric Auto Rhythm Machine Donca matic DA-20, kam 1963 auf den Markt. Aufgrund des Erfolgs der DA-20 erschien 1966 eine weitere Version, die Donca matic DE-20.
1967 wurde Kato vom Ingenieur Fumio Mieda angesprochen, der Keyboards bauen wollte. Kato fragte Fumio, ob dieser zunächst einen Prototyp bauen könne. 18 Monate später kam Fumio mit einer programmierbaren Orgel zurück, die unter dem Namen KORG für Keio Organ vermarktet wurde. Verschiedene Keio-Orgeln verkauften sich Ende der 1960er und Anfang der 1970er sehr gut. Angetrieben durch die starke Konkurrenz auf dem Orgelmarkt, suchte Kato nach Alternativen. 1973 kam mit dem Mini-Korg Keios erster Synthesizer auf den Markt. In den folgenden Jahren etablierte sich der Name KORG als Marke auf dem Synthesizer-Markt. Vor allem die Modelle MS-20, Polysix und Mono/Poly werden inzwischen zu den Klassikern der Synthesizergeschichte gezählt. Auch die Hammondorgel-Simulation „Korg CX-3“ war ein großer Erfolg und ist mittlerweile in modernisierter Form wieder neu aufgelegt worden.
1988 erschien mit der Korg M1 der größte Erfolg des Unternehmens und etablierte einen neuen Typus von Synthesizer, die Music Workstation. Die M1 vereinte einen multitimbralen digitalen Synthesizer mit einem mehrspurigen Sequenzer und ermöglichte so die Realisierung von kompletten Mehrspurproduktionen in einem einzigen Gerät.
Nach dem großen Erfolg des M1 war es für Korg zunächst schwierig, daran anzuknüpfen. In dieser Situation bot sich eine enge Zusammenarbeit mit dem Mitbewerber Yamaha Corporation an, um neue Technologien gemeinsam zu entwickeln. Ein Stichwort dazu ist „Virtuelle analoge Synthese“ (Yamaha VL1/VL7 etc. und bei Korg Prophecy und Z1 etc.). Als Grundlage dieser Kooperation kaufte Yamaha Anteile an Korg, ohne jedoch die Mehrheit zu erlangen. Nach einigen Jahren stellte sich die Kooperation aus Korgs Sicht als Hindernis heraus. So begann Kato die Anteile zurückzukaufen. Ab 1997 konnte er wieder eigenständig planen und handeln. Heute hat Yamaha nur noch einen minimalen Anteil an Korg.
Korg stellt auch Effekt- und Multieffektgeräte für elektrische Gitarren und Bässe her, aktuell das AX 3000. Auch unter der Marke Vox werden mittlerweile Effektgeräte vertrieben, nachdem Korg die Namensrechte an Vox Amplification Ltd 1992 durch die Übernahme des Vox-Vertriebs erworben hatte.

## Zeitleiste der wichtigsten Produkte
- 1963: Donca matic DA-20
- 1966: Donca matic DE-20
- 1973: Mini-Korg
- 1975: WT-10 (weltweit erstes Handstimmgerät)
- 1975: Maxi-Korg
- 1977: PS-3300 (vollpolyphoner, semi-modularer Synthesizer)
- 1978: MS-10, MS-20, MS-50, VC-10 (Vocoder), X-911 (gitarrengesteuerter Synthesizer)
- 1979: Micro-Preset Synthesizer
- 1979: SIGMA, DELTA Synthesizer
- 1979: CX-3 (Stageorgan)
- 1980: Mono/Poly
- 1980: Trident (Ein großer digital gesteuerter Analogsynthesizer bestehend aus drei Sections: Synthesizer, Brass, Strings. Zahllose Funktionen und eines der teuersten Geräte, die von Korg bisher hergestellt wurden.)
- 1981: Polysix, erster günstiger sechsstimmig polyphoner Synthesizer
- 1982: Poly 61 (Version des Polysix mit Drucktasten mit digitalen Oszillatoren – Korgs erster „reglerloser“ Synthesizer)
- 1982: Trident MK II (die zweite Version des Trident mit noch ein paar mehr Funktionen und 32 vom Benutzer beschreibbaren Speicherplätzen)
- 1983: Poly 800 (erster voll programmierbarer Synthesizer, der für weniger als $1000 verkauft wurde und digital gesteuerte Analog-Oszillatoren besaß, die alle über einen Filter liefen)
- 1984: DW-6000 (Korgs erster digital gesteuerter Synthesizer mit digitalen Wellenformen und analoger Nachbearbeitung)
- 1985: DVP-1 (Digital Voice Processor – polyphoner Synthesizer mit 8 Wellenformen und Vocoder in einem Gerät)
- 1986: DW-8000 (8 Polyphone Stimmen, wobei vom Benutzer zwei von 16 digitalen Wellenformen wählbar waren, sowie einen analogen Filter je Stimme)
- 1986: DSS-1 (Klangerzeugung auf Sample-Basis, (12-Bit mit additiver Synthese), freier Wellenformerstellung, Delay und analogen Filtern)[2]
- 1987: DS-8 (Digitaler FM Synthesizer)
- 1987: DT-1 (Digitaler Tuner; automatisches Stimmgerät im Kompaktkassetten-Format)
- 1987: DSM-1 (Expander/Rack-Version von Korgs ersten und einzigen Sampler DSS-1)
- 1988: AT-1 (Auto Chromatic Tuner, das siebte Stimmgerät von Korg)[3]
- 1988: M1 Music Workstation (erste Music Workstation)
- 1989: T1 / T2 / T3 Music Workstation
- 1990: Wavestation
- 1991: 01/W Music Workstation
- 1993: i3 Interactive Music Workstation (Erster Arranger von Korg)[4]
- 1993: X3 / X3R / X2 Music Workstation (Nachfolger der M1)[5]
- 1994: X5 Synthesizer
- 1995: X5D / X5DR Synthesizer
- 1995: Trinity Music Workstation, Prophecy Synthesizer
- 1996: Z1 Multioszillator Synthesizer
- 1996: N364 / N264 Music Workstation, N5 / NS5R / NX5R, N1 / 1R Synthesizer / Soundmodule
- 1997: ix300 Interactive Music Workstation[6]
- 1998: i30 / i30HD Interactive Music Workstation
- 1999: Triton Workstation/Sampler
- 1999: Kaoss Pad Effektgerät
- 1999: Electribe Groovebox, Sampler, Synthesizer
- 2000: MS-2000 (Virtuell analoger Synthesizer; Physical Modeling)
- 2000: Pa80 / Pa80HD Professional Arranger Workstation
- 2000: CX-3 Neuauflage (Stageorgan)
- 2001: Karma
- 2002: Triton Studio Workstation/Sampler
- 2002: microKORG Kompakter Synthesizer und Vocoder
- 2003: Pa1x pro / Pa1x pro élite Professional Arranger Workstation mit 76 Tasten, ohne Lautsprecher (Pa1x mit 61 Tasten und 2 Wege-Bassreflex-Lautsprechersystem)
- 2004: Legacy Collection (Modelle älterer Synthesizer sind als Softwaresynthesizer, auch Plug-ins genannt, erhältlich.)
- 2004: Triton Extreme Workstation/Sampler
- 2004: Pa50
- 2005: Legacy Collection Digital Edition (Korgs M1 / T1 / T2 / T3 wurde als Softwaresynthesizer-Plug-in realisiert)
- 2005: Electribe Serie
- 2005: OASYS („Open Architecture Synthesis Studio“), Workstation mit offener Architektur
- 2005: AX3000 Effektgerät, Gitarren (AX3000G)- oder Bassversion(AX3000B)
- 2006: Korg TR Music Workstation (Nachfolger der Korg Triton Le)
- 2006: RADIAS / RADIAS Rack Synthesizer/Vocoder
- 2006: X50 Music Synthesizer (Einige Sounds wurden vom Triton übernommen.)
- 2006: microX Synthesizer/Controller
- 2007: Pa800 Professional Arranger Workstation
- 2007: M3 Music Workstation/Sampler
- 2007: Pa2x Pro Professional Arranger Workstation
- 2008: Pa500 Professional Arranger Workstation
- 2008: Pa500 Turkey und Oriental Edition mit orientalischen Drums, Rhythmen und Klängen
- 2008: Nano-Serie bestehend aus Nano-Key, Nano-Pad und Nano-Kontrol, tragbare Controller
- 2008: M50 Einsteiger Workstation basierend auf dem M3
- 2008: Kaossilator Dynamischer Phrase-Synthesizer und Looprekorder
- 2009: Microkorg XL Kompakter Synthesizer und Vocoder, Neuauflage des Microkorg, Erscheinung des SV1 Stage Vintage 1
- 2010: Kaossilator Pro Überarbeitung des Kaossilators, ähnl. des KP3
- 2010: Monotron Analog Ribbon Synthesizer Taschen-Synthesizer
- 2011: Kaoss Quad Pad Effektgerät, 4-fache Effektsteuerung zur selben Zeit, Looper
- 2011: microPiano Kleines Pianokeyboard mit Flügel und Batteriebetrieb
- 2011: Nano2-Serie Nachfolger und Überarbeitung der Nano-Serie, PC-Controller
- 2011: Oriental Wavedrum Wavedrum mit orientalischen Klängen und Percussions
- 2011: Pa3x Pro Professional Arranger Workstation
- 2011: Pa3x Pro Musikant Edition mit deutschen Drums, Rhythmen und Klängen
- 2011: KRONOS Workstation
- 2012: KRONOS X Workstation
- 2012: KROME Workstation
- 2013: KROSS Workstation
- 2013: King Korg (Analog Modeling Synthesizer), Korg MS-20 Mini
- 2013: Volca Keys (Analogue Loop Synth)
- 2013: Volca Bass (Analogue Bass Machine)
- 2013: Volca Beats (Analogue/Digital Rhythm Machine)
- 2014: Volca Sample (Digital Sample Player)
- 2015: KRONOS 2 Workstation
- 2015: Pa4X+ Pa4X-Musikant (Workstation)
- 2015: Korg Electribe Sampler (Music Production Station)
- 2015: Korg Electribe (Music Production Station)
- 2016: Volca FM (Digital FM-Synthesizer)
- 2016: Volca Kick (Analoger Basstrommel-Synthesizer)
- 2017: Kross 2 Workstation
- 2017: Pa1000 Professional Arranger
- 2019: KROME EX Workstation
- 2019: Volca Drum
- 2019: Volca Modular
- 2020: Volca Sample 2 (Digital Sample Player)
- 2021: Nautilus Workstation
- 2022: Pa5X+ Pa5X-Musikant (Workstation)
- 2024: Korg Fisa Suprema (digitales Akkordeon)